# Chu U vương
Chu U vương (chữ Hán: 周幽王; 800 TCN - 771 TCN), tên là Cơ Cung Tinh (姬宮湦), là vị vua thứ 12 của nhà Chu trong lịch sử Trung Quốc. Ông cũng là vị vua cuối cùng của thời kỳ Tây Chu.
Chu U vương là con trai Chu Tuyên Vương – vua thứ 11 nhà Chu. Có tài liệu ghi ông sinh năm thứ 33 đời Tuyên vương (795 TCN)

## Sủng ái Bao Tự
Chu U vương bị sử sách đánh giá là một hôn quân. Ông trọng dụng Quắc công Thạch Phủ, cho cầm quyền chính trong triều. Thạch Phủ ham lợi, thường xu nịnh U Vương, đón ý vua, ai ai trong triều cũng ghét.
Trong hậu cung, Chu U vương từng lập con gái của Thân hầu làm chính cung Vương hậu. Thân vương hậu sinh Cơ Nghi Cữu, được U vương phong làm Thái tử. Năm 779 TCN, Bao Quýnh bị tội với U vương, bèn dâng lên ông một mỹ nữ tên là Bao Tự. Thấy Bao Tự duyên dáng, xinh đẹp tuyệt trần, U vương ngày đêm sủng ái, có ý muốn phế truất Thân hậu. Sau Bao Tự sinh con trai là Cơ Bá Phục, U vương nghe lời Quắc công Thạch Phủ, phế truất mẫu tử Vương hậu và Thái tử để lập Bao Tự và Bá Phục lên thay.

## Chết ở Ly Sơn
Chư hầu nước Thân (nay là Nam Dương, tỉnh Hà Nam) là cha Thân hậu thấy bất bình, bèn liên hệ với nước Tằng (nay là Phương Thành, tỉnh Hà Nam) và hai tộc Khuyển, Nhung bên ngoài kéo vào đánh úp Cảo Kinh. 
Chu U vương không chống nổi quân địch, đành mang Bao Tự và thái tử Bá Phục bỏ chạy, bị quân Khuyển Nhung đuổi theo giết chết ở núi Ly Sơn. Con nhỏ Bá Phục và chú ông là Trịnh Hoàn Công Cơ Hữu cũng bị giết trong trận này. Bao Tự bị bắt trong cơn hỗn loạn, không rõ kết cục, có khả năng bị vua Khuyển Nhung bắt làm thiếp vì nhan sắc xinh đẹp.
Chu U vương ở ngôi 11 năm. Sau này Thân hầu ân hận mang họa cho dân Hạo Kinh bèn mời các nước chư hầu Tấn, Tần, Vệ, Trịnh đến đánh đuổi quân Khuyển, Nhung và lập con trưởng U vương là Cơ Nghi Cữu lên ngôi, tức là Chu Bình Vương.

## Câu chuyện Phóng hỏa hý chư hầu

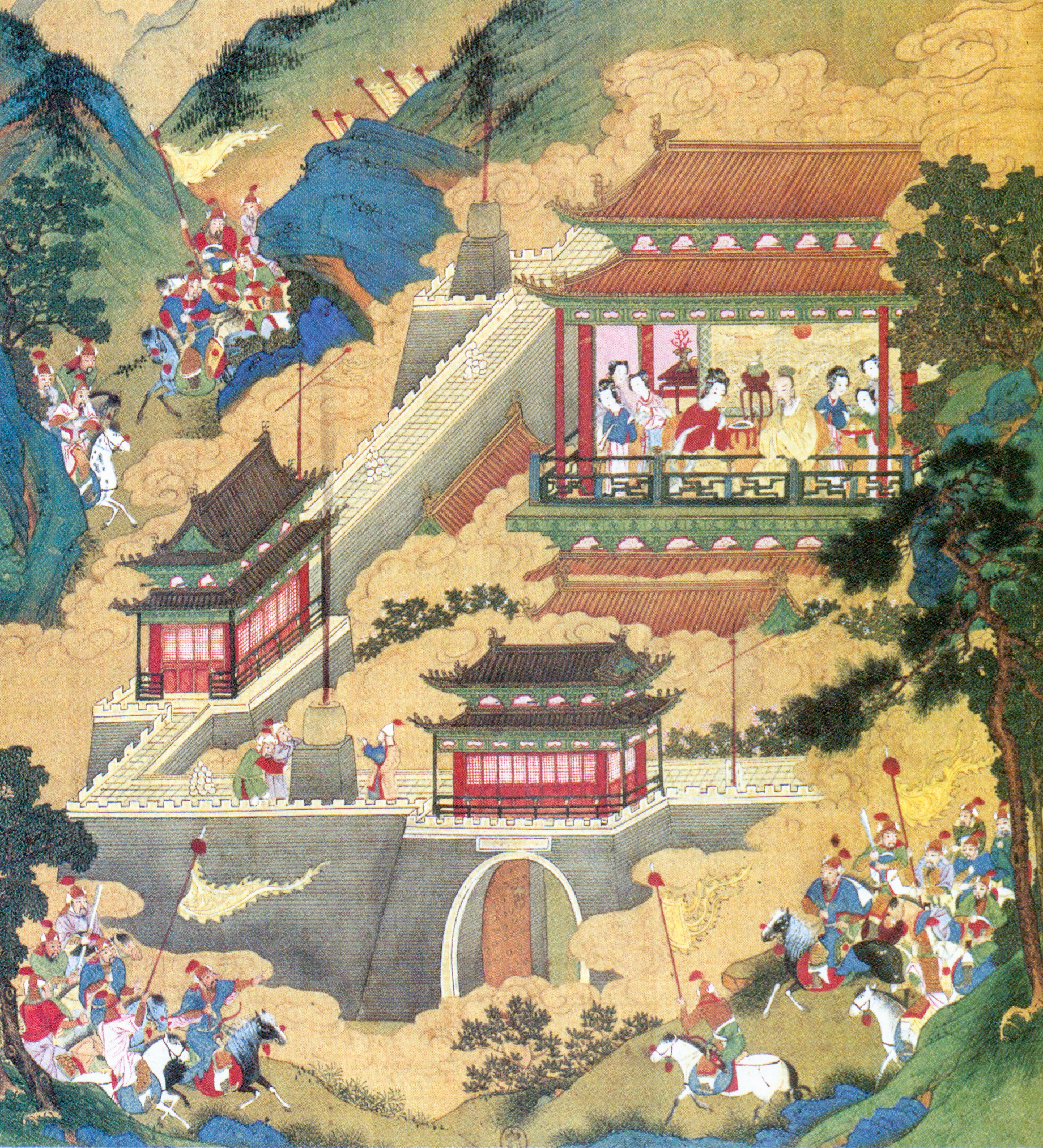
Phóng hỏa hí chư hầu

Câu chuyện về "Phóng hỏa hý chư hầu" và Bao Tự được Sử ký Tư Mã Thiên ghi lại mang màu sắc truyền thuyết: 
Thời Hạ Hậu thị (nhà Hạ) suy vi, có hai con rồng thần vào sân đình của vua tự xưng là vua nước Bao. Triều đình bèn tế lễ, rồng thần nhả lại dãi và được lưu vào hộp gỗ. Từ đời nhà Hạ qua đời nhà Thương, không ai dám mở hộp dãi rồng. Đến thời Chu Lệ vương mở hộp ra xem, nước dãi biến thành con thằn lằn đen chạy vào hậu cung, làm một cung nữ mới 12 tuổi mang thai. Sau 38 năm, người cung nữ đó sinh ra một bé gái đẹp như thiên thần, sợ là vật tai dị nên vứt đứa trẻ xuống sông Thanh Thủy.
Thời Chu Tuyên vương, có câu đồng dao: "Gỗ dâu làm cung, gỗ cơ làm bao, bao đựng tên sẽ diệt nhà Chu". Một đôi vợ chồng không biết có lệnh cấm bán gỗ dâu và gỗ cơ, mang ra chợ bán liền bị triều đình truy bắt. Họ chạy trốn giữa đường thì gặp đứa trẻ bị thả trôi sông, bèn ôm mang theo đến Bao quốc. Cô bé lớn lên chính là Bao Tự.
Chu U vương không ngó ngàng gì tới việc triều chính, chỉ vui chơi hưởng lạc, phái người đi khắp nơi tìm gái đẹp. Có một đại thần là Bao Quýnh khuyên can U Vương, ông không những không nghe theo, còn bắt Bao Quýnh giam vào ngục. Về sau, gia đình Bao Quýnh thấy Bao Tự xinh đẹp, bèn mua về rồi dâng Chu U vương để thoát tội. Ngay từ lần đầu tiên nhìn thấy Bao Tự, Chu U vương đã mê mẩn tinh thần. Chốn phòng the, Chu U vương càng mê mẩn hơn khi trên người nàng luôn tỏa ra một mùi hương hấp dẫn, dễ chịu mà không một phi tần trong cung nào sánh được. Vốn là một Hoàng đế đa tình, thường xuyên sai nội thị đi khắp nơi tìm con gái đẹp đưa về cung nhưng từ khi có Bao Tự, Chu U vương quên hẳn việc tuyển mỹ nữ. Bao Tự được Chu U vương sủng ái nhất.
Nhưng từ ngày vào cung Bao Tự tỏ ra buồn bã, không lúc nào cười. U vương tìm mọi cách để có được nụ cười của mỹ nhân nên treo giải, rằng người nào làm cho Bao Tự cười thì sẽ được thưởng một ngàn lạng vàng. Một kẻ là Quắc Thanh Phụ nghĩ ra một kế. Vốn là, để đề phòng sự tiến công của bộ tộc Khuyển Nhung, vương triều Chu cho xây dựng ở vùng Ly Sơn (nay ở vùng đông nam Lâm Đồng tỉnh Thiểm Tây) hơn 20 đài đốt lửa (Phong Hỏa Đài), cứ cách mấy dặm là một đài, nếu quân Khuyển Nhung tấn công thì các đài đốt khói lửa truyền tin báo động cho các nước chư hầu, để họ mang quân tới cứu viện. Quắc Thạch Phụ nói với Chu U vương cho đốt các đài lửa lên để quân chư hầu kéo tới, Bao Tự thấy quân chư hầu mắc lừa kéo tới thì nhất định là sẽ bật cười. Chu U vương làm theo. Các nước chư hầu gần đó tưởng rằng quân Khuyển Nhung kéo đến, vội vàng mang quân tới cứu. Không ngờ khi tới nơi chỉ thấy trên núi đang đàn sáo vang lừng, còn U vương cử người ra bảo các nước chư hầu quay về. Bao Tự thấy dưới chân núi Ly Sơn ồn ào binh mã, quả nhiên thích thú, cười khanh khách. U vương thấy Bao Tự khi cười lại càng xinh đẹp, liền thưởng cho Quắc Thạch Phụ một ngàn lạng vàng. Các nước chư hầu thấy mình bị đem ra làm trò đùa, đều rất tức giận dẫn quân về.
Về sau thì quân Khuyển Nhung kéo tới đánh vào kinh đô nhà Chu. Tình hình nguy cấp, Chu U vương vội cho đốt lửa phong đài ở Ly Sơn để hiệu triệu chư hầu tới cứu, nhưng các chư hầu đã từng bị lừa nên tưởng vua đùa, không mang quân tới nữa. Kết quả là Chu U Vương bị quân địch giết chết, nhà Tây Chu bị diệt vong.
Câu chuyện này về sau được gọi là Phóng hỏa hí chư hầu (烽火戲諸侯), nổi danh sử sách, trở thành một trong những điển tích nổi tiếng nhất về "mối họa hồng nhan", khi quân vương vì ham mê nữ sắc mà trở nên u mê, làm đất nước sụp đổ.
Vào năm 2012, Đại học Thanh Hoa ở Bắc Kinh tiến hành nghiên cứu "Thanh Hoa giản" (清华简), một cuốn sách sử được viết vào giữa thời Chiến Quốc (niên đại ước tính vào khoảng 305 ± 30 năm trước công nguyên), phát hiện một lượng lớn ghi chép so với Sử ký hoàn toàn khác biệt. Đại khái rằng, Chu U vương năm đó chủ động đánh vào nước Thân, Thân hầu bèn liên lạc quân Khuyển Nhung để đánh bại Chu U vương, không hề chép lại chuyện "Phóng hỏa hí chư hầu". Giáo thụ của Đại học Thanh Hoa là Lưu Quốc Trung (刘国忠) từng bày tỏ sự nghi ngờ tính chân thực của câu chuyện "Phóng hỏa hí chư hầu", có vẻ như phần nhiều chỉ là truyền thuyết dân gian. Cuốn Sử ký biên lại ở một khoảng thời gian gần 700 năm về sau, khó tránh khỏi nhặt nhạnh những câu chuyện truyền miệng để ghi vào.